# Бластикотома папоротева
Бластикото́ма па́поротева (Blasticotoma filiceti) — вид комах з родини Blasticotomidae.

## Морфологічні ознаки
Тіло чорне. Ноги жовті. Довжина тіла — 7-8 мм.

## Поширення
Транспалеарктичний вид, відомий з кількох районів північної частини Середньої Європи та півдня Північної Європи, а також з Далекого Сходу (з Приморського краю Росії та Японії).
В Україні — у Закарпатській, Львівській, Житомирській, Київській, Чернігівській областях. Чисельність незначна (поодинокі особини).

## Особливості біології
Фітофаг. На рік дає 1 генерацію. Літ імаго відбувається в останній декаді травня-червні. Відкладання яєць — в черешки папоротей. Личинки (в липні-серпні) живуть поодинці або по кілька особин, проточують ходи всередині черешків. Через прогризені в черешці отвори личинка виділяє жовтуваті або сніжно-білі кулясті піняві напливи розміром від лісового до волоського горіха. Зимує личинка. Заляльковується в ґрунтових комірках без коконів.

## Загрози та охорона
Загрози: застосування пестицидів для знищення шкідників лісу.
Охорона не здійснюється. Необхідно зберігати біотопи, сприятливі для існування виду.